# Erigone chiridota
Erigone chiridota là một loài nhện trong họ Linyphiidae.
Loài này thuộc chi Erigone. Erigone chiridota được Tord Tamerlan Teodor Thorell miêu tả năm 1895.